# Фришман Мойсей Абрамович
Мойсей Абрамович Фришман (27 січня 1913 року в м. Великі Луки — 1979) -  інженер, доктор технічних наук, професор.

## Біографія
1937р. закінчив Російський університет транспорту (РУТ (МІІТ)).
1937 р. після закінчення МІІТа був залишений в аспірантурі
1940 р. захистив дисертацію на здобуття наукового ступеня кандидата технічних наук, в якій розглядалися явища викрадення шляху.
З листопада 1940 р М. А. Фришман працює на кафедрі «Колія та колійне господарство», одночасно він стає деканом будівельного факультету ДІІТу (нині Дніпровський націона́льний університе́т залізни́чного тра́нспорту імені академіка Всеволода Лазаряна).
1941 - 1944 рр. М. А. Фрішман є доцентом НІІЖТ (Сибірський державний університет шляхів сполучення).
У червні 1944 року він повертається до ДІІТу та очолює кафедру шляху [Архівовано 25 червня 2020 у Wayback Machine.] до 1946 р.
У 1949 р Мойсей Абрамович захищає дисертацію на здобуття наукового ступеня доктора технічних наук. Його дисертація і перша монографія присвячені дослідженню взаємодії дії колії та рухомого складу розрахунковими і експериментальними методами, в тому числі із застосуванням високочастотної кінозйомки.
З 1950 року М. А. Фришман - професор, а з 1955 р завідувач кафедри шляху і колійного господарства [Архівовано 3 липня 2020 у Wayback Machine.] ДІІТу (нині Дніпровський національний університет залізничного транспорту).
У 1958 р він був організатором науково - дослідницької колієвипробувальної лабораторії Дніпровського національного університету залізничного транспорту.
З 1955 року і до кінця свого життя завідувач кафедрою «Колія та колійне господарство» Дніпровського національного університету залізничного транспорту.
Кафедра й лабораторія під керівництвом М. А. Фрішмана стали великим науковим центром, по вивченню питань взаємодії рухомого складу й колії. Тут була проведена значна робота по удосконаленню розрахунку колії на міцність, у тому числі по вивченню розрахункових характеристик колії й застосуванню ЕОМ.
М.А. Фрішман був відомий як блискучий педагог, лектор і вихователь молоді. Багато уваги він приділяв питанням підготовки молодих фахівців і їхньому вихованню. 

## Вершини лекційного мистецтва
Лекції професора Фрішмана М. А. зачаровували. Він часто виступав з лекціями на наукові і технічні теми перед інженерами залізниць, вів лекторій в Дніпропетровському будинку вчених.
«Лекция должна быть построена так, чтобы ставить перед студентом вопросы для творческого поиска, раздумий. Только в этом случае аудитория будет вместе с лектором.» М. А. Фришман.
Професор Фрішман М. А. створив спеціалізовану аудиторію, обладнану кіно- і телеапаратурою, магнітофонами, стереопроектором. І все це на початку 70-х минулого століття. Аудиторія №503 ДІІТу набула популярності в місті і області. В 1977 році на ця аудиторія експонувалась на ВДНГ СРСР і була нагороджена бронзовою медаллю. ЇЇ стали відвідувати представники багатьох ВУЗів УРСР та інших радянських республік. Це була не виставкова модель, а постійно діюча лекційна аудиторія факультету «Будівництво залізниць». Використання класичної музики під час лекцій, особлива дикція, жестикуляція, збирали в лекційній аудиторії навіть працівниць технічних служб інституту – прибиральниць, котрі приходили на його лекції. Магія талановитого оратора не залишала нікого осторонь під час його лекцій.
З метою зворотного зв’язку з студентською спільнотою в 1979 році професор Фрішман провів серед студентів 4-го курсу факультету «Будівництво залізниць» конкурс на кращий конспект лекцій. Але ця ініціатива на жаль не знайшла відгуку серед викладацького корпусу ДІІТу. 
Проходять роки, але пам’ять про талановитого і натхненного лектора не полишає стін вишу і до сьогодні залишається недосяжною вершиною.

## Науковий доробок
М. А. Фришман був автором і співавтором 9 підручників та монографій, а також понад 200 наукових праць. Серед них добре відомі монографії та навчальні посібники: «Взаимодействие пути и подвижного состава [Архівовано 10 червня 2020 у Wayback Machine.]», «Земляное полотно железных дорог [Архівовано 10 червня 2020 у Wayback Machine.]», «Железнодорожные пути металлургических заводов [Архівовано 10 червня 2020 у Wayback Machine.]». Великою популярністю серед шляховиків заслужено користувалася його книга «Как работает путь под поездами [Архівовано 10 червня 2020 у Wayback Machine.]», яка витримала шість видань, в тому числі два за кордоном.

## Публікації
- Фришман М. А. Стабилизация железнодорожного пути от угона : дис. … канд. техн. наук. – М., 1940. – 266 с.
- Фришман М. А. Исследование взаимодействия пути и подвижного состава методом киносъемки. – М. : Трансжелдориздат, 1953, 115 с. [Архівовано 10 червня 2020 у Wayback Machine.]
- Фришман М. А. Расчет и проектирование элементов земляного полотна (Учебное пособие) // Днепропетровск, ДИИТ, 1954, 93 с. [Архівовано 10 червня 2020 у Wayback Machine.]
- Взаимодействие пути и подвижного состава / Е. М Бромберг, М. Ф. Вериго, В. Н. Данилов, М. А. Фришман / Под ред. М. А. Фришмана – М. : Трансжелдориздат, 1956. – 280 с.
- Фришман М. А. Курс лекций по верхнему строению железнодорожного пути // Днепропетровск, ДИИТ, 1958, 158 с. [Архівовано 10 червня 2020 у Wayback Machine.]
- Фришман М. А. Как работает путь под поездами / – 2-е изд., доп. – М.: Транспорт, 1969. – 150 с. [Архівовано 10 червня 2020 у Wayback Machine.]
- Фришман М. А. Методика расчета геометрических элементов обыкновенного стрелочного перевода с криволинейными остряками секущего типа // Учеб. пособие. Днепропетровск, ДИИТ. [б. м.], 1972. – 50 с.
- Фришман М. А. Как работает путь под поездами // М., Транспорт, 1975. – 175 с. [Архівовано 10 червня 2020 у Wayback Machine.]
- Фришман М. А., Белых К. Д., Яковлев В. Ф., Конаков Н. А. Железнодорожные пути металлургических заводов. – М. : Металлургия, 1975, – 272 с. [Архівовано 10 червня 2020 у Wayback Machine.]
- Фришман М. А., Пономаренко Н. А., Финицкий С. И. Конструкция железнодорожного пути и его содержание // М.: Транспорт. – 1980. – 414 с. [Архівовано 10 червня 2020 у Wayback Machine.]
- Фришман М. А. Как работает путь под поездами / – 4-е изд., перераб. и доп. – М.: Транспорт, 1983. – 168 с.: табл., ил. [Архівовано 10 червня 2020 у Wayback Machine.]
- Фришман М. А., Пономаренко Н. А., Финицкий С. И. Конструкция железнодорожного пути и его содержание // М.: Транспорт. – 2-е изд., перераб. и доп. – М.: Транспорт, 1987. – 350 с. [Архівовано 10 червня 2020 у Wayback Machine.]